# Amministratore di rete
L'amministratore di rete  (in inglese network administrator) è una figura professionale del settore delle reti di telecomunicazioni che si occupa dei problemi inerenti all'interconnessione delle strutture di elaborazione dati in reti di computer.
In particolare si occupa di progettazione, sviluppo, realizzazione, verifica e controllo dei sistemi di connessione LAN e WAN.
Comunemente l'amministratore di rete stabilisce, realizza e verifica le politiche e i protocolli per l'accesso alle strutture di rete.
L'amministratore di rete si occupa della configurazione della gestione dei router, degli switch, dei proxy, dei firewall e di tutti i dispositivi comunque connessi alla rete.

## Competenze
In aziende di dimensione medio-piccola, l'amministratore di rete è tendenzialmente uno solo e si occupa della gestione in generale di tutti i servizi. In aziende di grandi dimensioni, le competenze possono essere divise in più reparti o addirittura esternalizzate ad altre aziende più competenti nel settore.
I principali settori di competenza nell'ambito dell'amministrazione di rete sono:
- monitoraggio della rete;
- progettazione e design di rete;
- gestione di rete;
- installazione e rimozione hardware.